# Methoxychlor
Methoxychlor là một loại thuốc trừ sâu tổng hợp organochloride, nay hiện đã lỗi thời.

## Sử dụng
Methoxychlor được sử dụng để bảo vệ cây trồng, đồ trang trí, gia súc và vật nuôi chống lại bọ chét, muỗi, gián và các côn trùng khác. Nó được dự định là một sự thay thế cho DDT, nhưng đã bị cấm dựa trên độc tính cấp tính, tích lũy sinh học và hoạt động phá vỡ nội tiết.
Lượng methoxychlor trong môi trường thay đổi theo mùa do sử dụng trong canh tác và trồng rừng. Nó không hòa tan dễ dàng trong nước, vì vậy nó được trộn với một chất lỏng dựa trên dầu mỏ và phun, hoặc được sử dụng như một bụi. Methoxychlor phun lắng xuống mặt đất hoặc trong hệ sinh thái dưới nước, nơi nó có thể được phát hiện trong trầm tích. Sự xuống cấp của nó có thể mất nhiều tháng. Methoxychlor được ăn và hấp thụ bởi các sinh vật sống, và nó tích lũy trong chuỗi thức ăn. Một số chất chuyển hóa có thể có tác dụng phụ không mong muốn.

### Nghiêm cấm
Việc sử dụng methoxychlor làm thuốc trừ sâu đã bị cấm ở Hoa Kỳ vào năm 2003  và tại Liên minh Châu Âu năm 2002.

## Tiếp xúc với con người
Sự tiếp xúc của con người với methoxychlor xảy ra qua không khí, đất và nước, chủ yếu ở những người làm việc với chất này hoặc những người tiếp xúc với không khí, đất hoặc nước đã bị ô nhiễm. Người ta không biết chất này được hấp thụ nhanh chóng và hiệu quả như thế nào bởi những người đã tiếp xúc với không khí bị ô nhiễm hoặc qua tiếp xúc với da. Trong các mô hình động vật, dùng liều cao có thể dẫn đến nhiễm độc thần kinh. Một số chất chuyển hóa của methoxychlor có tác dụng estrogen ở động vật trưởng thành và đang phát triển trước và sau khi sinh. Một chất chuyển hóa được nghiên cứu là 2,2-bis (p-hydroxyphenyl)-1,1,1-trichloroethane (HPTE) cho thấy độc tính sinh sản trong mô hình động vật bằng cách giảm sinh tổng hợp testosterone. Những ảnh hưởng như vậy ảnh hưởng xấu đến cả hệ thống sinh sản nam và nữ. Người ta hy vọng rằng điều này "có thể xảy ra ở người" nhưng chưa được chứng minh. Trong khi một nghiên cứu đã liên kết methoxychlor với sự phát triển bệnh bạch cầu ở người, hầu hết các nghiên cứu ở động vật và người đều âm tính, do đó EPA đã xác định rằng nó không được phân loại là chất gây ung thư. EPA chỉ ra rằng mức độ cao hơn mức ô nhiễm tối đa 40 ppb "gây ra" suy nhược thần kinh trung ương, tiêu chảy, tổn thương gan, thận và tim, và - do phơi nhiễm mãn tính - chậm phát triển.
Có rất ít thông tin liên quan đến tác dụng đối với thai kỳ và trẻ em ở người, nhưng giả sử từ các nghiên cứu trên động vật cho thấy methoxychlor đi qua nhau thai và nó đã được phát hiện trong sữa mẹ  Tiếp xúc với trẻ em có thể khác với người lớn vì chúng có xu hướng chơi Trên mặt đất, hơn nữa, hệ thống sinh sản của họ có thể nhạy cảm hơn với tác động của methoxychlor như một chất gây rối loạn nội tiết. 
Ô nhiễm thực phẩm có thể xảy ra ở mức độ thấp và nên rửa tất cả các loại thực phẩm. Một số trang web chất thải nguy hại được biết là có chứa methoxychlor.
Giới hạn dư lượng thuốc trừ sâu tối đa cho EU/UK được đặt ở mức 0,01 mg/kg đối với cam và 0,01 mg/kg đối với táo.

## Dán nhãn
EPA liệt kê methoxychlor là "hóa chất bền vững, tích lũy sinh học và độc hại (PBT) theo chương trình Kiểm kê phát hành độc hại EPA (TRI)", và như vậy đây là hóa chất ưu tiên giảm thiểu chất thải.
Tradenames cho methoxychlor bao gồm Chemform, Maralate, Methoxo, Methoxcide, Metox và Moxie.